# Urval
Urval ist eine französische Gemeinde mit 115 Einwohnern (Stand: 1. Januar 2022) im Département Dordogne in der Region Nouvelle-Aquitaine (bis 2015 Aquitanien). Sie gehört zum Arrondissement Bergerac und zum Gemeindeverband Bastides Dordogne-Périgord. Die Einwohner nennen sich Urvalais.

## Geografie
Die Gemeinde Urval liegt in der Landschaft Périgord Noir, etwa 42 Kilometer östlich von Bergerac. Das Dorf Urval versteckt sich im fast 100 m tief eingeschnittenen Tal des Ruisseau du Peyrat kurz vor dessen Eintritt in das breite Flusstal der Dordogne. Im sehr waldreichen 13,4 km² großen Gemeindeareal verteilen sich mehrere Weiler auf Rodungsinseln, so unter anderem La Salvagie, La Pelinque und La Fauri. An der südöstlichen Grenze liegt mit 245 m über dem Meer der höchste Punkt im Gemeindegebiet. Umgeben wird Urval von den Nachbargemeinden Siorac-en-Périgord im Norden und Nordosten, Monplaisant im Osten, Saint-Pardoux-et-Vielvic im Südosten, Bouillac im Südwesten sowie Le Buisson-de-Cadouin im Westen und Nordwesten.

## Geschichte
1974 wurden die Gemeinden Cadouin, Le Buisson-Cussac, Paleyrac und Urval zur neuen Gemeinde Le Buisson-de-Cadouin fusioniert. Die Gemeinde Urval bekam ihre Eigenständigkeit 1989 zurück.

### Bevölkerungsentwicklung
| Jahr                       | 1962 | 1968 | 1975 | 1982 | 1990 | 1999 | 2006 | 2013 | 2022 |
| -------------------------- | ---- | ---- | ---- | ---- | ---- | ---- | ---- | ---- | ---- |
| Einwohner                  | 149  | 159  | 109  | 121  | 123  | 163  | 153  | 113  | 115  |
| Quellen: Cassini und INSEE |      |      |      |      |      |      |      |      |      |

Im Jahr 1846 wurde mit 491 Bewohnern die bisher höchste Einwohnerzahl ermittelt. Die Zahlen basieren auf den Daten von cassini.ehess und INSEE.

## Sehenswürdigkeiten
- Château de la Bourlie aus dem 15. Jahrhundert (Umbauten im 18. und 19. Jahrhundert), Monument historique[4]
- Château de la Poujade aus dem 18. und 19. Jahrhundert, Monument historique[5]
- Wehrkirche Notre-Dame-de-la-Nativité aus dem 13. und 14. Jahrhundert
- Flurkreuze
- öffentlicher Brotbackofen

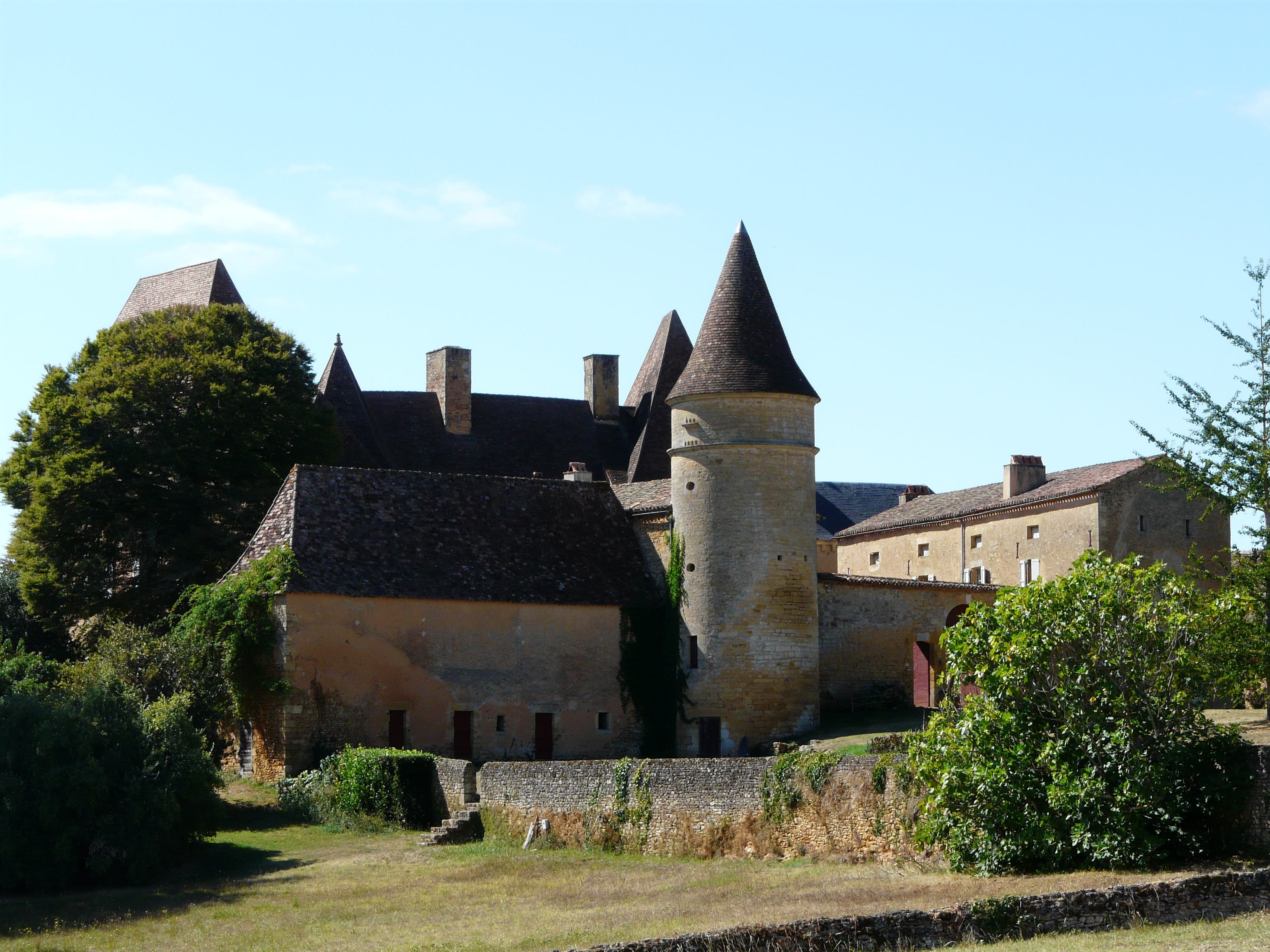
Château de la Bourlie
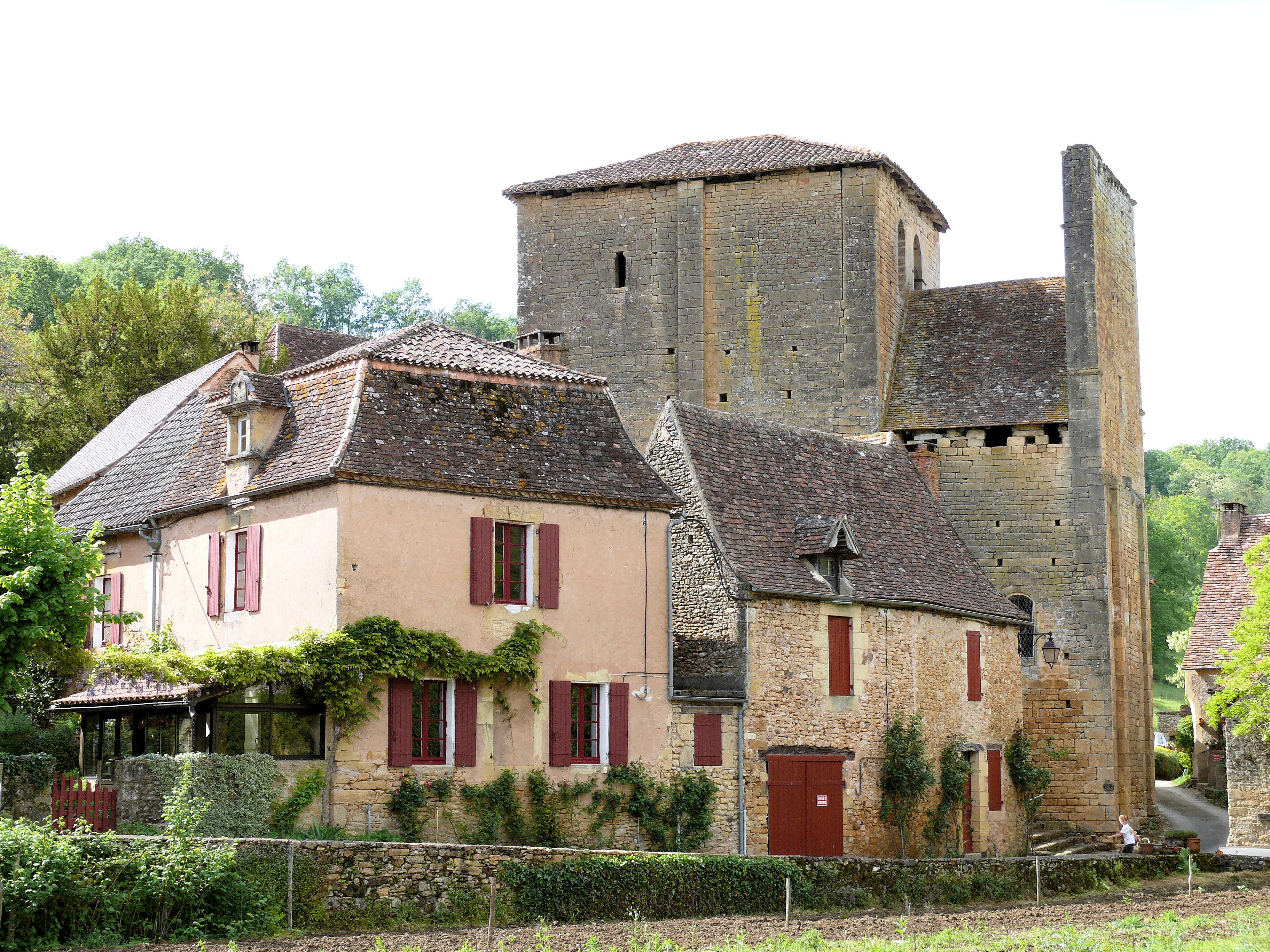
Wehrkirche Notre-Dame-de-la-Nativité
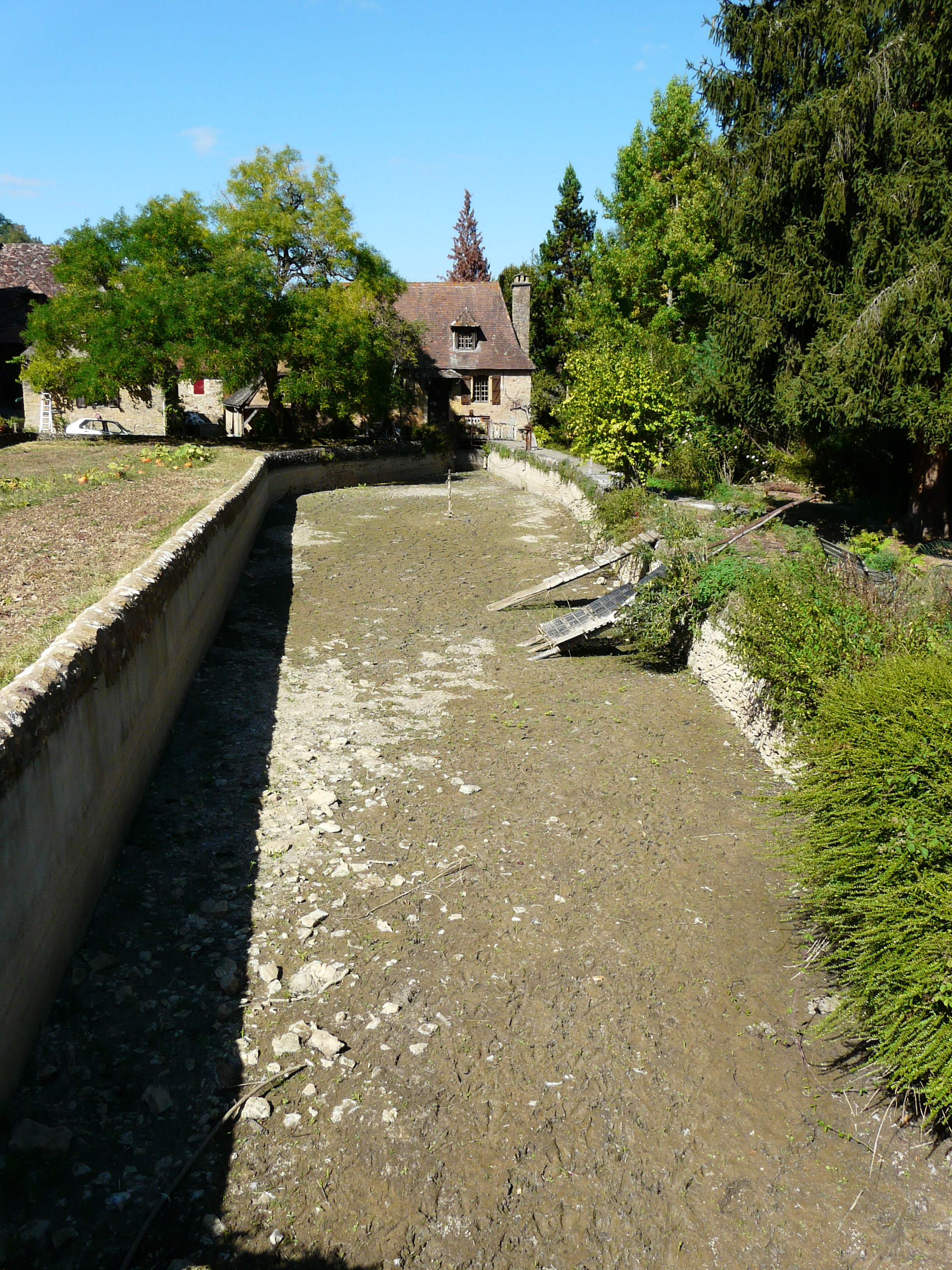
Kanal zur Wassermühle
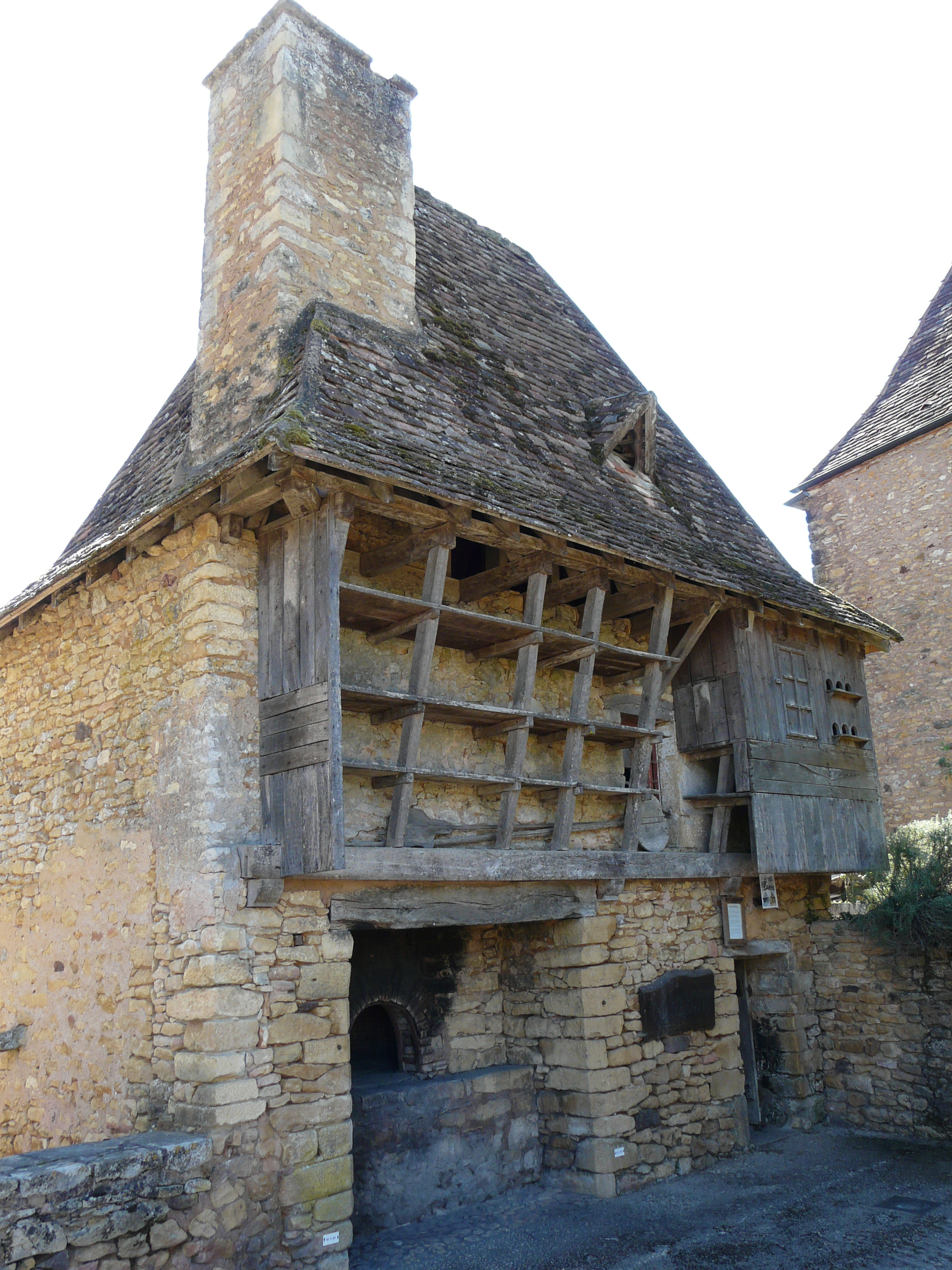
Öffentlicher Brotbackofen

## Wirtschaft und Infrastruktur
In Urval sind sechs Landwirtschaftsbetriebe ansässig (Getreideanbau, Walnussplantage, Rinderzucht).
Unmittelbar nördlich von Urval verläuft die Fernstraße D 25 von Bergerac nach Sarlat-la-Canéda. Der nächste Autobahnanschluss liegt 50 Kilometer nördlich von Urval nahe Périgueux an der Autoroute A 89 von Bordeaux nach Lyon. Der Bahnhof in der Nachbargemeinde Siorac-en-Périgord liegt an der Bahnstrecke Niversac–Agen.

## Persönlichkeiten
- Léon Poirier (* 25. August 1884 in Paris; † 27. Juni 1968 in Urval), französischer Filmregisseur und Drehbuchautor

## Belege
1. ↑  Le Buisson-de-Cadouin auf cassini.ehess.fr
2. ↑  Urval auf cassini.ehess
3. ↑  Urval auf INSEE
4. ↑  Château de la Bourlie in der Base Mérimée des französischen Kulturministeriums (französisch)
5. ↑  Château de la Poujade in der Base Mérimée des französischen Kulturministeriums (französisch)
6. ↑  Landwirtschaftsbetriebe auf annuaire-mairie.fr